# Sim (rivier)
De Sim (Russisch: Сим) is een rivier in de Russische oblast Tsjeljabinsk en de autonome deelrepubliek Basjkirostan en vormt een zijrivier van de Belaja. De rivier ontstaat op de noordelijke hellingen van de Amsjerrug in de Zuidelijke Oeral en stroomt vervolgens eerst in noordnoordwestelijke richting (door de oblast Tsjeljabinsk) door de gelijknamige stad Sim, om vervolgens vlak voor de stad Minjar af te buigen naar het westen en vervolgens naar het zuidwesten. Na de stad Asja te hebben gepasseerd, steekt de Sim de grens met Basjkirostan over en stroomt verder in zuidzuidwestelijke richting naar de Belaja. De belangrijkste zijrivieren worden (vanaf de bron) gevormd door de Koerjak, Jeralka, Minjar, Atja, Oek, Lobojeka, Lemeza, Koert en Inzer. Aan de rivier liggen verder de plaatsen Nizjni Kazajak, Rasmikejevo, Petrovskoje en Koeznetsovka.
De Sim stroomt in de bovenloop door een nauwe vallei, waar deze in de benedenloop door een brede stroomvlakte stroomt met vaak drassige overloopgebieden. Ongeveer 40 kilometer van de benedenloop stroomt door ondergrondse beddingen. De rivier heeft een gemengde aanvoer, maar wordt vooral gevoed door sneeuw en is gewoonlijk bevroren van november tot april. In de benedenloop is de rivier bevaarbaar.